# Curt Haagers 11
Curt Haagers 11 är ett studioalbum från 1992 av det svenska dansbandet Curt Haagers.

## Låtlista
1. Natten är varm - (text och musik av Johnny Thunqvist och Kaj Svenling)
2. I rosenrött jag drömmer - (text och musik av R.S. Louiguy, Édith Piaf och Roland Levin)
3. Ching, Ching - (instrumental) (text och musik av Norman Malkin, Jesse Gonzales)
4. Jag älskar dig ännu - (text och musik av Lars Sigfridsson)
5. Varje gång du önskar - (text och musik av Johnny Thunqvist, Kaj Svenling)
6. Surrender (instrumental) (traditionell, arrangemang av Rutger Gunnarsson)
7. Bruna ögon - (text och musik av Peter Bergqvist, Hans Backström)
8. Jag ska vårda ditt minne  - (duett med Rose-Marie Stråhle, text och musik av Rose-Marie Stråhle)
9. Det var på Capri vi mötte varandra - (text och musik av Will Grosz, Sven-Olof Sandberg)
10. In Dreams - (text och musik av Roy Orbison)
11. Buona Sera (instrumental) - (text och musik av Carl Sigman, Peter De Rose)
12. Ett stjärnefall - (text och musik av Lecia Sundström-Hansen, Ilo)
13. Trinidad - (text och musik av Bert Månson)
14. Wienervals-potpurri (instrumental) - (arrangemang av Jan-Erik Knudsen)